# Schultenbräu
Schultenbräu is een biermerk uit de lagere prijsklasse. Het merk is verkrijgbaar in Aldi-supermarkten. De inhoud van een blik is 33 of 50 cl, de inhoud van een fles 30 cl. Het pilsenerbier bevat 5,0% alcohol. 
Het bier werd voor de Nederlandse filialen van Aldi in Brouwerij Bavaria in Lieshout gebrouwen. Daarvoor werd het gebrouwen in Duitsland bij Feldschlößchen A.G. te Braunschweig in Nedersaksen, in de Belgische brouwerij Martens te Bocholt en thans 2024 in Brasserie de Saint-Omer in het Franse Sint-Omaars. 
Sinds 2006 staat behalve op de blikken ook op de flessen bier van Aldi, die vroeger het merk 'Brouwmeester' droegen, het merk Schultenbräu vermeld. De verpakking vermeldt dat het bier wordt gebrouwen voor H. West te Maarssen, een dochteronderneming van Bavaria. Sinds 2012 staat op de verpakking dat het bier wordt gebrouwen door B.B.H. BV te Amsterdam. 
Net als bij de andere B-merken van Royal Swinkels wordt als extra ingrediënt maltose toegevoegd, waardoor het gistingsproces sneller verloopt. De kortere doorlooptijd leidt tot lagere kosten. Door de toevoeging voldoet het bier niet aan het Duitse Reinheitsgebot. Het Hefe Weissbier wordt gebrouwen in Mönchengladbach en voldoet volgens opschrift op de blikken wel aan het Duitse Reinheitsgebot. 
Er is ook Schultenbräu Witbier, Lentebock, Herfstbock, Rosébier, Abdijbier Blond, Gemberbier, Radler, Radler 0,0, IPA en Zwaar Bier.
De Belgische Schultenbräu, die afkomstig is uit een Belgische brouwerij, was volgens een onderzoek van Test-Aankoop in 2011 het pilsbier met de beste prijs-kwaliteitsverhouding.
De correcte uitspraak is 'sjoeltenbroi' maar in Nederland is 'sjoeltenbrau' gangbaar.

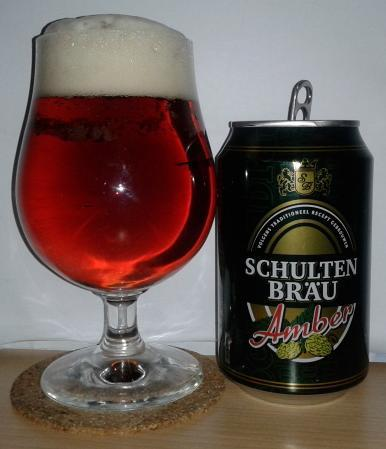
Schultenbräu Amber
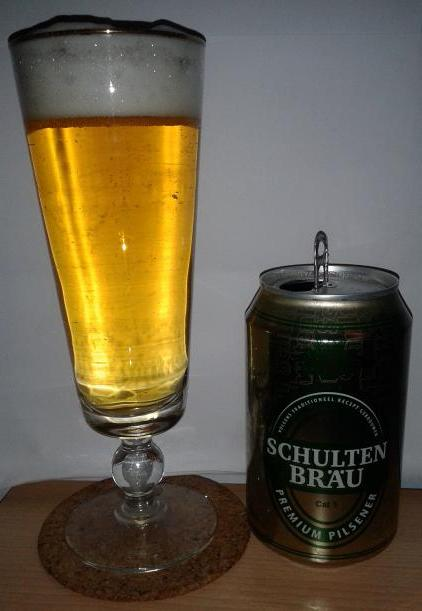
Schultenbräu Pilsener
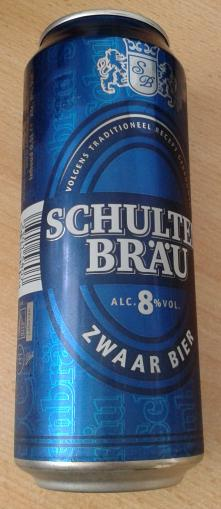
Schultenbräu Zwaar

## Trivia
In 2023 brachten Donnie en Chantal Janzen het nummer Schultenbräu uit, dat deels een eerbetoon was aan het biermerk.